# Салитис
У манетонској традицији, Салитис ( грчки Σαλιτις, такође Салатис или Саитес ) је био први краљ Хикса, онај је покорио и владао Доњим Египтом и основао 15. династију . Наследник му је био Сакир-Хар или Семкен.